# Stavkirke de Gol

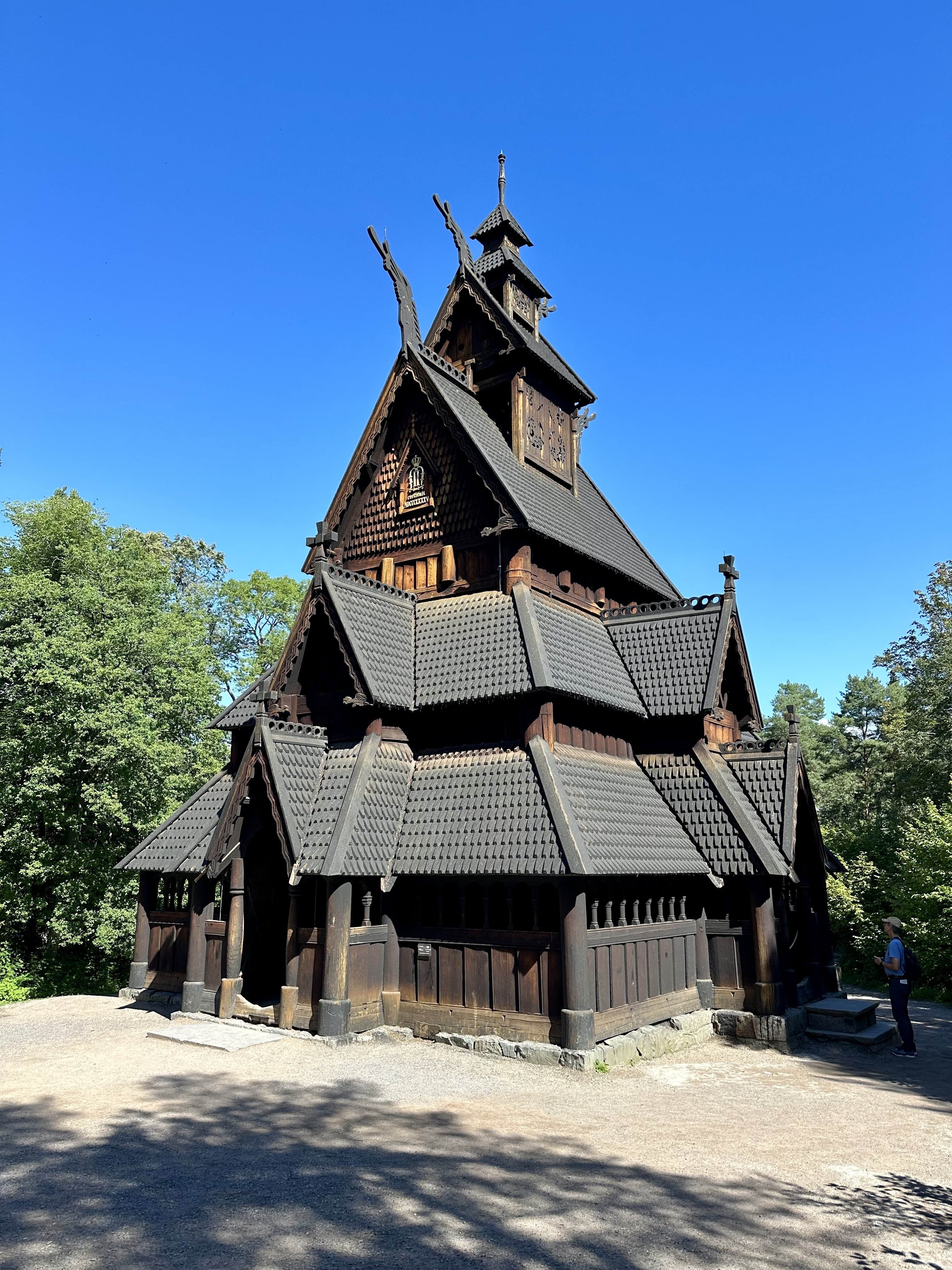
La stavkirke de Gol, au Musée folklorique norvégien, Bygdøy, Oslo.

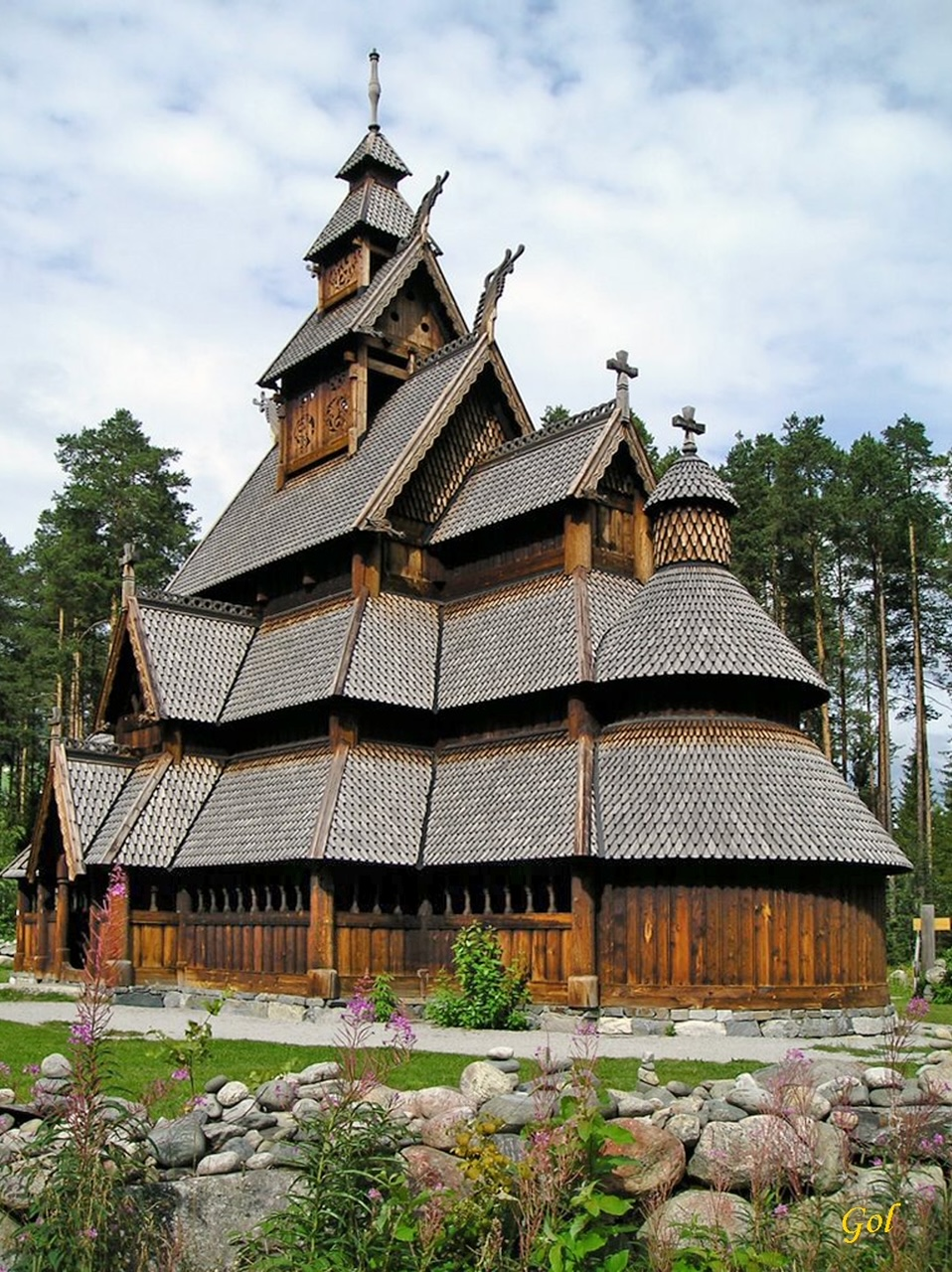
Vue arrière.

La Stavkirke de Gol était située dans le comté de Buskerud, sur le territoire de la commune de Gol. Elle a été remplacée à Gol par une autre Stavkirke, qui présente les mêmes caractéristiques architecturales mais qui est plus grande pour accueillir davantage de personnes.
Elle a été démontée en 1884 pour être transférée sur la place King Oscar II à Badstubråten.
Cet édifice se trouve actuellement dans le parc folklorique, Norsk Folkemuseum, sur la péninsule de Bygdøy à Oslo. Il est ouvert au public et des cérémonies reglieuses peuvent y être tenues (mariage, baptême) sur demande auprès du Norsk Folkemuseum.
Elle a été datée par dendrochronologie de 1216.
Il existe trois répliques de cette église : l'une est située à Gol, une autre fait partie depuis 1988 du pavillon Norvège dans le parc Epcot, Walt Disney World Resort, É.-U., une dernière est située dans le quartier de la Scandinavie dans le parc à thèmes Europa Park en Allemagne depuis 1992.

## Détails

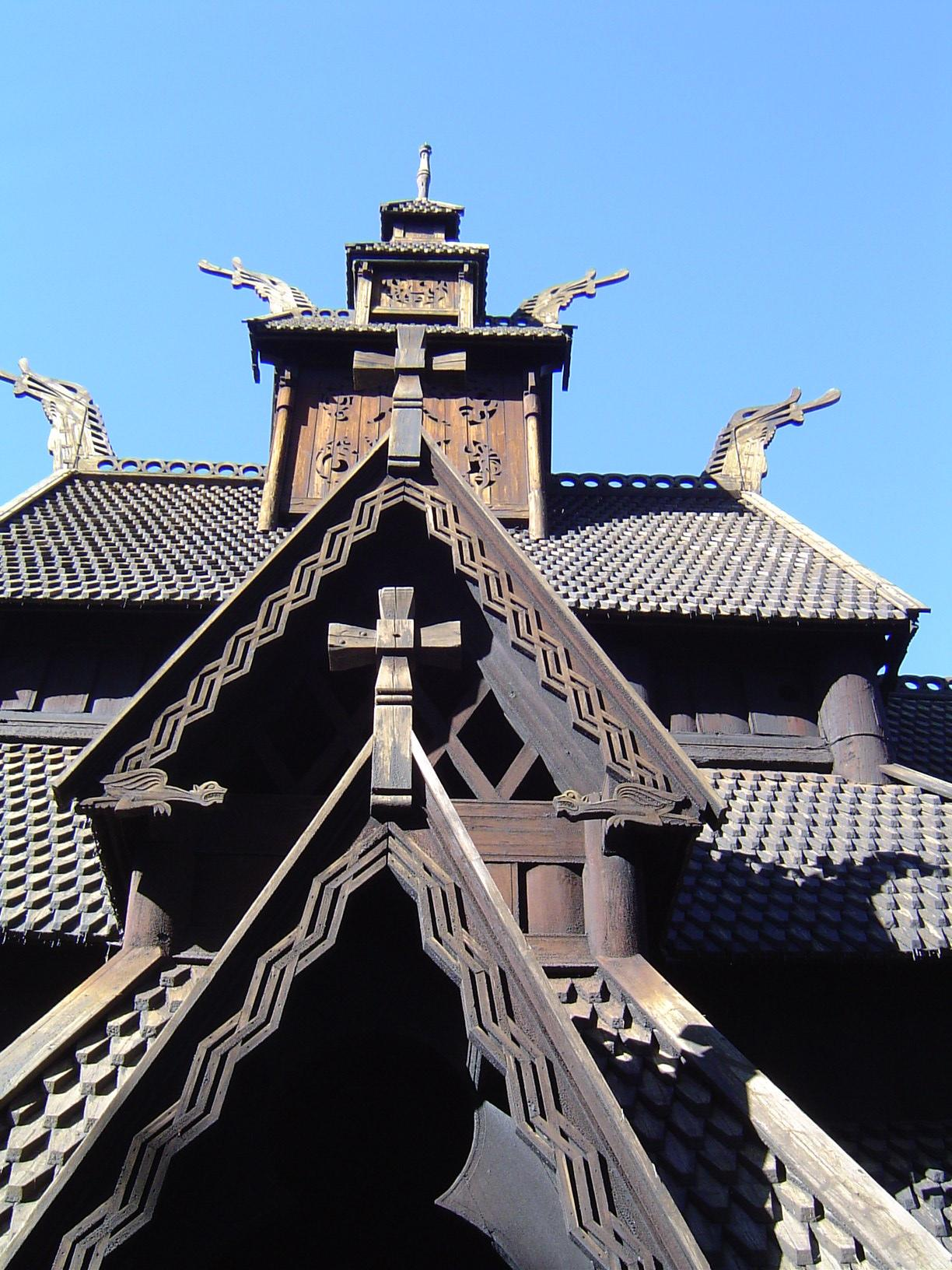
Côté gauche
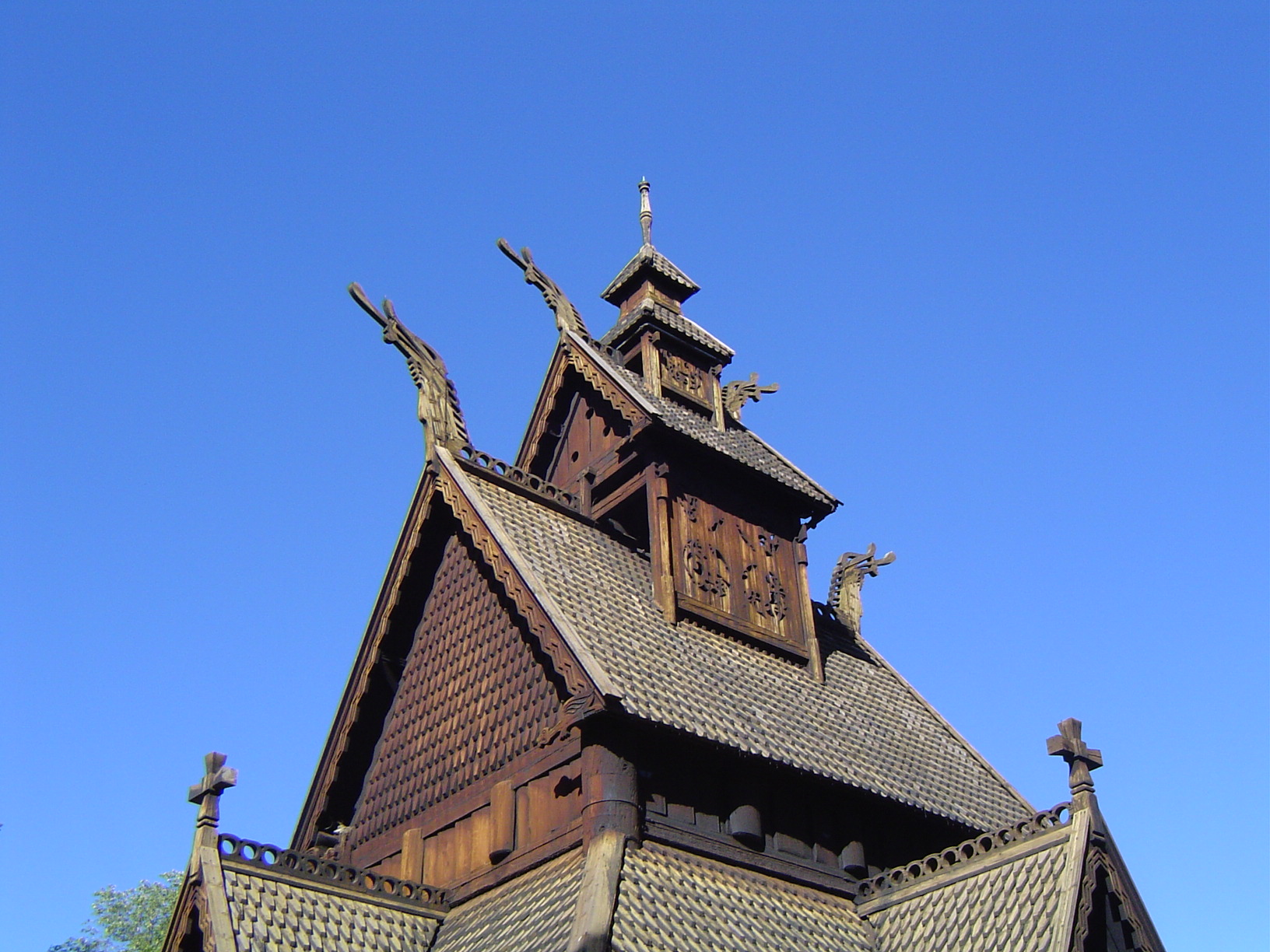
Côté arrière gauche (haut)